# エナジー (フォープレイのアルバム)
エナジー（Energy）は、アメリカのフュージョン・グループ、フォープレイがヘッズ・アップより2008年に発売したアルバム。
レーベルがブルーバードよりヘッズ・アップに交代してからの第一弾。このアルバムを最後にギタリストがラリー・カールトンよりチャック・ローブに交代する。フォープレイ自身によるプロデュース作品。
ゲスト・ボーカリストとして「Prelude for Lovers」にレーベル・メイトであるエスペランサ・スポルディングが参加。国内盤にはボーナストラックが1曲加わっている。

## トラック・リスト
トラック・リストの出典は。
| #         | タイトル                 | 作詞・作曲         | 時間  |
| --------- | ------------------------ | ------------------ | ----- |
| 1.        | 「"Fortune Teller"」     | Babko, East, James | 5:53  |
| 2.        | 「"The Whistler"」       | Mason              | 5:26  |
| 3.        | 「"Ultralight"」         | Carlton            | 5:03  |
| 4.        | 「"Cape Town"」          | Dones, East, East  | 4:58  |
| 5.        | 「"The Yes Club"」       | James              | 5:09  |
| 6.        | 「"Prelude for Lovers"」 | DiSimone, James    | 3:09  |
| 7.        | 「"Look Both Ways"」     | James              | 6:38  |
| 8.        | 「"Argentina"」          | Mason              | 5:22  |
| 9.        | 「"Comfort Zone"」       | Carlton            | 4:54  |
| 10.       | 「"Sebastian"」          | James              | 4:42  |
| 合計時間: | 合計時間:                | 合計時間:          | 50:31 |

| #   | タイトル                | 作詞・作曲                  | 時間 |
| --- | ----------------------- | --------------------------- | ---- |
| 11. | 「"Blues on the Moon"」 | James, East, Carlton, Mason | 5:16 |

## パーソネル
- ボブ・ジェームス (Bob James) - キーボード
- ネイザン・イースト (Nathan East) - ベース、ボーカル
- ラリー・カールトン (Larry Carton) - ギター
- ハーヴィー・メイソン (Heavey Mason) - ドラムス

ゲスト・ミュージシャン
- エスペランサ・スポルディング (Esperanza Spalding) - ボーカル on 「Prelude for Lover」